# حیدر لهیب
حیدر لهیب از جمله شاعران انقلابی و مبارز افغانستان و از پرچمداران جنبش «شعله جاوید» محسوب می‌شد.

## زندگی‌نامه
حیدر لهیب در سال ۱۳۲۷ خورشیدی در شهر کهنه کابل در خانواده فقیر چشم به جهان گشود.
حیدر لهیب از لیسه عالی غازی به درجه عالی فارغ گردید و در سال ۱۳۴۷ خورشیدی شامل فاکولته ادبیات و علوم بشری دانشگاه کابل گردید. استعداد، عشق به مردم، موضع قاطع علیه ستمگران و شجاعت او در برابر نابرابریهای اجتماعی سبب شد تا شُهره پوهنتون و یکی از رهبران جنبش نو پای روشنفکری کشور در آن سالها گردد.
وی از آوان طفولیت با فقر و مصایب اجتماعی آشنا بود بدین لحاظ در اوج جوانی همین که پایش به پوهنتون رسید آگاهانه در برابر استبداد حاکم شاهی قد علم کرد. با در نظر داشت اوضاع و شرایط خاص آن زمان پوهنتونها به مهد خیزشهای ضداستبدادی و سنگر روشنفکران آزادیخواه مبدل گردیده بود. راه‌ها و اندیشه‌ها به زودی مشخص شد و در برابر هم صف آرایی کردند، روشنفکران آزادیخواه صادقانه در موضع مردم افتادند و طی فرصت کم راه خود را از صف روشنفکران فرصت طلب جدا نمودند. لهیب و چند تن دیگر از پیشگامان این راه نوین و مترقی بودند.
لهیب بعد از فراغت از پوهنتون کابل به شغل معلمی پرداخت و در مدت کم به استاد ورزیده‌ای مبدل شد که شاگردان و اهل معارف از اندوخته‌های علمی و آگاهی او در زمینه شعر، داستان و مسایل سیاسی مشورت می‌جستند. وی تا سال ۱۳۵۷ (قبل از دستگیری و اعدامش) در این مسلک به وظیفه‌اش ادامه داد و با حوصله مندی تمام شاگردانش را مطابق به علایق و توانمندی‌های شان تشویق و رهنمایی می‌کرد. از سوی دیگر او استادی را پل ارتباط بین اندیشه‌های انسانی و جامعه می‌دانست. او جهت آگاهی دهی به جوانان و افشای دشمنانی که در لباس مردم آهسته آهسته برای قتل و ویرانی ملت آماده می‌شدند و با وعده‌های کاذب قشرها و طبقات معین اجتماعی را می‌فریفتند خطرات زیادی را به جان می‌خرید. لهیب با تلاش، جدیت، احساس مسئولیت، پشتکار و همکاری صادقانه با مردم و محیطش به الگوی خستگی ناپذیر و درخشان بدل شده بود که برای باندهای خلق و پرچم قابل تحمل نبود بدین سبب در برنامه‌شان طرح نابودیش را ریختند.
لهیب سرانجام به کاروان بی‌برگشت یاران همقطار رزم و شعر چون عبدالاله رستاخیز، داوود سرمد، انیس آزاد، بشیر بهمن، سیدال سخندان، احمد دهزاد، احمد سلطان سهراب و هزاران جانباخته دیگر پیوست که توسط حزب دموکراتیک خلق و باند حزب اسلامی افعانستان در پولیگونهای پلچرخی، صدارت و شمشتوی پشاور شکنجه و زنده به گور شدند.

## آثار
حیدر لهیب یکی از سیماهای دگراندیشِ شعرِ معاصرِ دری افغانستان بود. با آنکه تعداد اندکی از شعرهایش در مطبوعات قبل از کودتای ۷ ثور اقبال چاپ یافته، با آنهم «لهیب» جلوه‌های تازهٔ از بلاغت کلامی و نگرش شاعرانه را در به نمایش می‌گذارد. متأسفانه اکثر اشعار لهیب در طول حصارت‌اش از بین رفته که تا امروز انتشار نیافته‌اند. گزیده‌ای از اشعارش قرار ذیل است:

نگاه تلخ
چو گلسنگی که در باغ کبود ابرهای تیرهٔ خاموش
از یاد زمان رفته
و نجوای صمیمی لبان موج،
در دهلیز گوشش پیچک سبز ترنم را
تند آرام
و جنبش‌های شاد سنگ در گهوارهٔ دریا
برایش از شکوه صامت فریاد خود افسانه می‌گوید،
مرا یک شب نگاه تو
زغرقاب فراموشی
به باغ آورد و با باغ آشنایم کرد و
از گلها سخن‌ها گفت
و دست ذهن من را گرم
با سر پنجه نور صمیمیت
که در کلکش نگین روشن لبخند
صداقت را گواهی بود
نوازش کرد
و رنگ نورها را یک به یک بشمرد
و از صبح و صمیمیت حریر داستان‌ها بافت